# Regensburger Luß

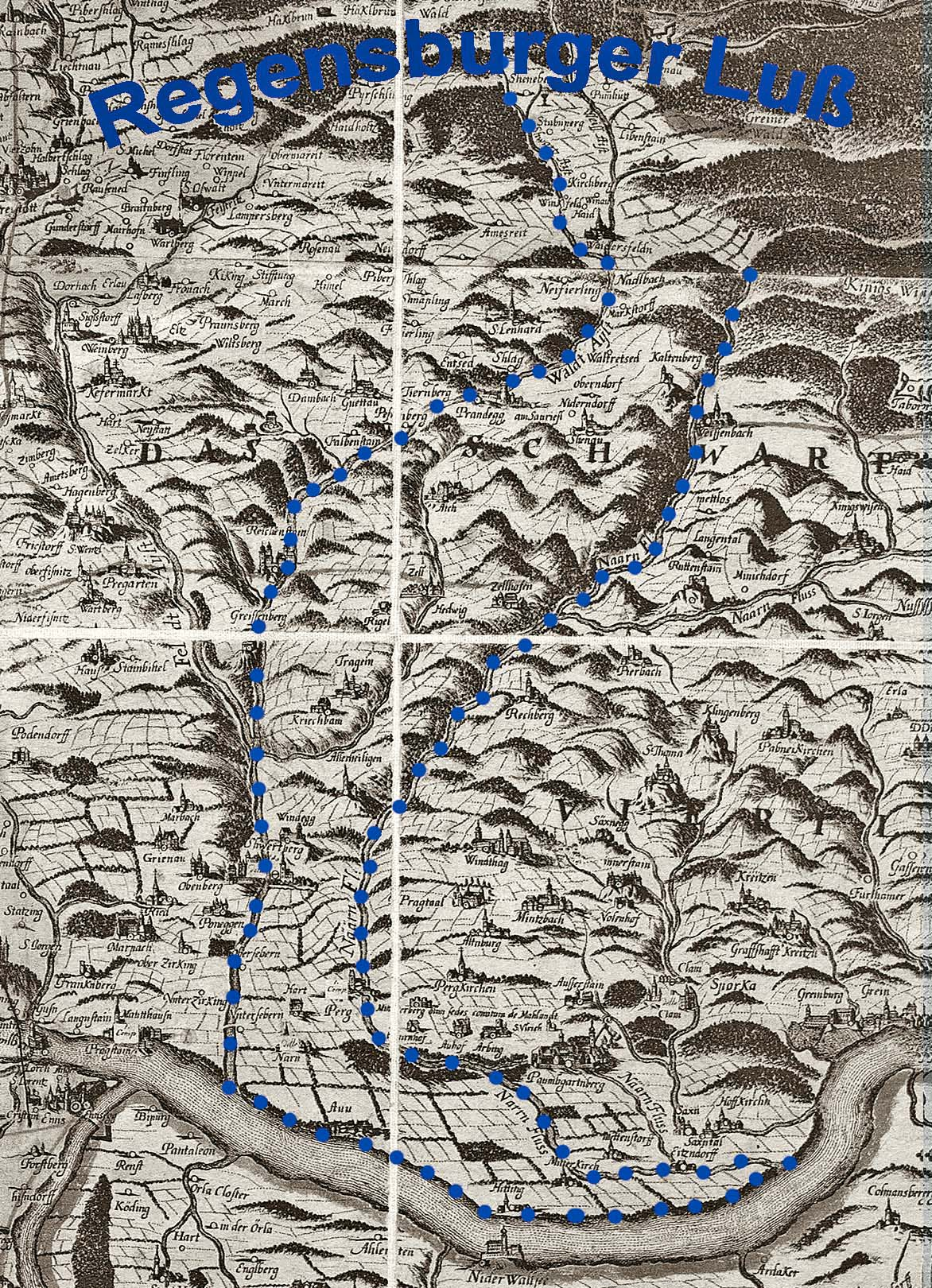
Archiducatus Austriae Superioris Descriptio facta Anno 1667 von Georg Matthäus Vischer. Ausschnitt mit Regensburger Luß (blau punktiert)

Der oder das Regensburger Luß war eine bedeutsame Region im Zuge der mittelalterlichen Besiedlung des Mühlviertels in Oberösterreich. Es umfasste das Gebiet zwischen den Flüssen Aist und Naarn. Das Verwaltungszentrum befand sich in der Ortschaft Aisthofen sowie später auf Burg Windegg und Burg Prandegg. Seelsorgliches Zentrum war die Pfarre Naarn, die bereits 823 urkundlich erwähnt worden war. Die Bezeichnung Luß ist verwandt mit dem Wort Los im Sinne eines Gebietsanteils.

## Lage
Der Regensburger Luß lag zwischen den linken Donauzuflüssen Aist und Naarn, die in ihrem heutigen Mündungsbereich aber nicht mehr den damaligen Flussdelta-artigen Verläufen entsprechen. Weiter nördlich bildeten die Waldaist im Westen und die Kleine Naarn im Osten die Grenze.
Das Gebiet umfasste teilweise oder zur Gänze das Gebiet der heutigen Mühlviertler Gemeinden Mitterkirchen, Naarn, Perg, Schwertberg, Allerheiligen, Tragwein, Bad Zell, Schönau, Unterweißenbach, Kaltenberg, Weitersfelden und Liebenau.
Neben den oben genannten Verwaltungszentren lagen vor allem auch die Ortskerne von Perg und Schwertberg im Regensburger Luß.

## Geschichte
Der Traungauer Grenzgraf Wilhelm schenkte dem Kloster Sankt Emmeram zu Regensburg im Jahr 853 das Gebiet zwischen den Flüssen Aist und Naarn sowie die Mautstätte Rosdorf an der Donau. Als der hl. Wolfgang von Regensburg die Personalunion des Bischofs von Regensburg und des Abtes von Sankt Emmeram auflöste, gelangte das Gebiet an das Bistum Regensburg. Im 11. Jahrhundert erlangten die Herren von Perg die Vogteirechte über dieses Gebiet. Um 1200 verwalteten die Herren von Lengenbach dieses Gebiet für die Bischöfe von Regensburg.
König Rudolf I. ließ nach der Eroberung der österreichischen Länder 1276 das sogenannte Landbuch anlegen, das aufzeigen sollte, wie der Besitz hochfreier Geschlechter an den Landesfürsten gekommen sei. Die vielfach aufgestellte Behauptung, es handle sich seit jeher um Lehen des Landesfürsten oder des Reiches, sollte die Grundlage für die Erbschaft seiner Söhne bilden. Zu diesen Gebieten zählte auch der Regensburger Luß. In weiterer Folge gelangte das Gebiet immer mehr unter den Einfluss der Habsburger.